# Світ тіней
Світ тіней (англ. Shadow World) — коротка науково-фантастична повість Кліффорда Сімака, вперше опублікована журналом «Galaxy Science Fiction» у вересні 1957 року.

## Сюжет
Роберт Емет Дрейк був проєктувальником у команді, що будувала перше місто для майбутніх колоністів на новорозвіданій планеті Стелла-4. За кожною людиною під час роботи невідривно ходила хвостом «тінь» — невідомо звідки прийшлі місцеві гуманоїди, яких не
помітили учасники розвідувальної експедиції. Єдиним органом на обличчі «тіней» було величезне око.
Робота сильно відставала від графіка, оскільки в будівельної техніки весь час ламалися дедалі нові й нові агрегати. Люди запідозрили, що їх виводять з ладу надокучливі «тіні», щоб мати можливість вивчити їх, спостерігаючи за ремонтом. А коли будівельники дізнались про приїзд перевіряючого з Землі, то створили чудернацьку складну машину, яка б відволікла увагу «тіней» від справжньої техніки.
Одного разу їхній повар Грізі приніс Дрейку й начальнику будівництва Маку сумку своєї «тіні», яку він зрізав коли та відволіклася на вивчення посудомийної машини.
Сумка через деякий час саморозчинилась, і на столі Мака залишились маленькі копії всіх об'єктів які досліджувала «тінь» Грізі, включаючи самого Грізі.
Також Мак знайшов копію «підглядальника» — шолома віртуальної реальності, який був заборонений законом, оскільки викликав залежність.
Мак пішов до Грізі, щоб знайти шолом і покарати його, але Дрейк встиг викрасти шолом, щоб заманити ним одну з «тіней» і захопити для вивчення. Відкрито влаштувати на них полювання люди боялись, бо не знали їхніх можливостей.
Дрейк налаштував шолом на страшні видовища, а його «тінь» не стрималась, щоб подивитися в нього. Після того, як вона знепритомніла, Дрейк повіз її в табір для вивчення, але її тіло і сумка саморозчинилися, залишивши тільки фігурки з сумки та конус ока.
Дрейк зрозумів, що тіні не були живими істотами, а лишень маріонетками-розвідниками, яким місцева високорозвинута цивілізація надала спрощену людську форму.
Дрейк розповів усе Маку. Наявність розвинутої цивілізації означала напевне згортання колонізації планети, а можливо, навіть і загрозу для землян.
Але наступного дня до них прилетів представник інопланетян і привіз їм по одній повнорозмірній речі зі всіх, що скопіювали «тіні». Він назвав це платою за розважальне шоу, що влаштували земляни і яке «тіні» передавали в телевізійну мережу планети. Він запропонував продовжити угоду до того часу, поки шоу матиме популярність. Земляни погодилися в обмін на створення копій усіх вказаних ними речей у майбутньому.
І почали складати список речей-оригіналів, які їм потрібно замовити з Землі.
А оскільки серед привезених подарунків уже були й копії всіх членів команди, окрім Грізі й Дрейка, то на них усіх замовили з Землі «підглядальники».